# Виндеби (ВЭС)
ВЭС Виндеби (дат. Vindeby) — первая в мире офшорная ветроэлектростанция, была построена в 1991 году и после 25 лет эксплуатации была остановлена и демонтирована в 2016-2017 годах компанией-владельцем после выработки ресурса турбин. За время эксплуатации станция произвела 9,61 млрд  кВт⋅ч электроэнергии.